# Grumman TBF Avenger
Грумман TBF/TBM «Авенджер» (также «Эвенджер», англ. Grumman TBF/TBM Avenger — мститель) — американский торпедоносец-бомбардировщик, разработанный для ВМС и Корпуса морской пехоты США, использовавшийся и рядом других стран. Поступил в войска в 1942 году, впервые принял участие в боях во время сражения у атолла Мидуэй.
Самолёт был разработан фирмой Grumman Corporation и выпускался ею под обозначением TBF Avenger, позднее к их выпуску (под обозначением TBM Avenger) присоединилась компания General Motors. Avenger стал одним из самых больших однодвигательных самолётов Второй мировой войны.
Базирование — на авианосце или обычном аэродроме.

## Общие сведения
«Эвенджер» был разработан компанией Grumman Corporation по контракту с правительством США для замены устаревшего торпедоносца-бомбардировщика Douglas Devastator. Крылья самолёта складывались, что экономило место при базировании на авианосцах.
«Эвенджер» мог нести торпеду, или 2000-фунтовую (900 кг) бомбу, или четыре 500-фунтовых (230 кг) бомбы. На первоначальном варианте самолёта (TBF-1) был установлен 7,62-мм пулемёт в обтекателе двигателя, 12,7-миллиметровый пулемёт в надфюзеляжной турели и один 7,62-мм подфюзеляжный пулемёт. Опыт боевого применения показал, что одного 7,62-мм пулемёта для стрельбы вперёд недостаточно для подавления зенитного огня, ведущегося с атакуемой цели, и он был заменён на два крыльевых пулемёта калибром 12,7 мм (эта модификация получила обозначение TBF-1C).
Экипаж состоял из трёх человек: пилота, стрелка турельной установки и бомбардира, который находился в нижней хвостовой части фюзеляжа. Стрелок выполнял также обязанности радиста. Бомбардир, при необходимости, вёл огонь из подфюзеляжного пулемёта, на более поздних модификациях он выполнял также функции оператора радара. Согласно ряду источников, бомбардир мог выполнять и обязанности штурмана. На TBF-1 было предусмотрено место для четвёртого члена экипажа (штурмана-наблюдателя), находившееся в кабине позади пилота. В дальнейшем позади пилота было установлено электронное оборудование. В реальных условиях «Эвенджеры» зачастую выполняли вылеты (особенно на малую дальность) с экипажем из двух человек.
В качестве силовой установки на TBF-1 использовался двигатель Wright Cyclone R-2600-8. Самолёт получился недостаточно тяговооружённым. К тому же установка дополнительного электронного оборудования на последующих вариантах делала самолёт ещё тяжелее. Поэтому двигатель несколько раз заменялся на более мощный.
«Эвенджеры» поставлялись в ряд других стран. Первыми по ленд-лизу их получила авиация военно-морских сил Великобритании. Сначала эти самолёты получили наименование Tarpon, затем было решено вернуться к оригинальному названию Avenger, но с индексом Mk. Самолёты, поставлявшиеся в Великобританию отличались тем, что на них не устанавливалось электронное оборудование (даже на поздних вариантах) и было сохранено место для четвёртого члена экипажа.
Во время Второй мировой войны «Эвенджеры» применялись также военно-воздушными силами Новой Зеландии, в основном в качестве бомбардировщиков. После войны они использовались Францией, Канадой и другими странами, даже Японией.

## Участие во Второй мировой войне
Grumman Corporation продемонстрировала свой новый самолёт публике 7 декабря 1941 года во время торжественной церемонии, посвящённой открытию нового завода. По стечению обстоятельств именно в этот день Япония совершила нападение на Пёрл-Харбор, которое привело к вступлению США во Вторую мировую войну.  Через две недели Грумман получил заказ на 286 машин.
В начале июня 1942 года 100 самолётов были переданы флоту. Однако они прибыли в Пёрл-Харбор всего через несколько часов после того, как авианосцы Хорнет, Энтерпрайз и Йорктаун вышли в море, чтобы принять участие в сражении у атолла Мидуэй. Тем не менее 6 «Эвенджеров» (под командой лейтенанта Файберлинга) приняли участие в этой битве, взлетая с атолла Мидуэй. Уровень боевого опыта пилотов был невысок, поэтому все машины, кроме одной, были сбиты, не нанеся ущерба японскому флоту.

Экипажи авианосцев с волнением наблюдали, как «Зеро» методично делали заходы на «Эвенджеры». Каждый сбитый американский самолет сопровождался на «Акаги» бурей оваций. Это очень напоминало театральную постановку, участники которой демонстрируют своё великолепное мастерство зрителям, — такое чувство было у многих. Ни один «Эвенджер» не смог выйти в точку сброса торпед, а пять из шести были сбиты — это ясно было видно с авианосцев.— 
7 августа 1942 года у Гуадалканала, при попытке атаковать «Эвенджеры» (ошибочно принятые им за истребители), был тяжело ранен японский летчик, знаменитый Сабуро Сакаи.

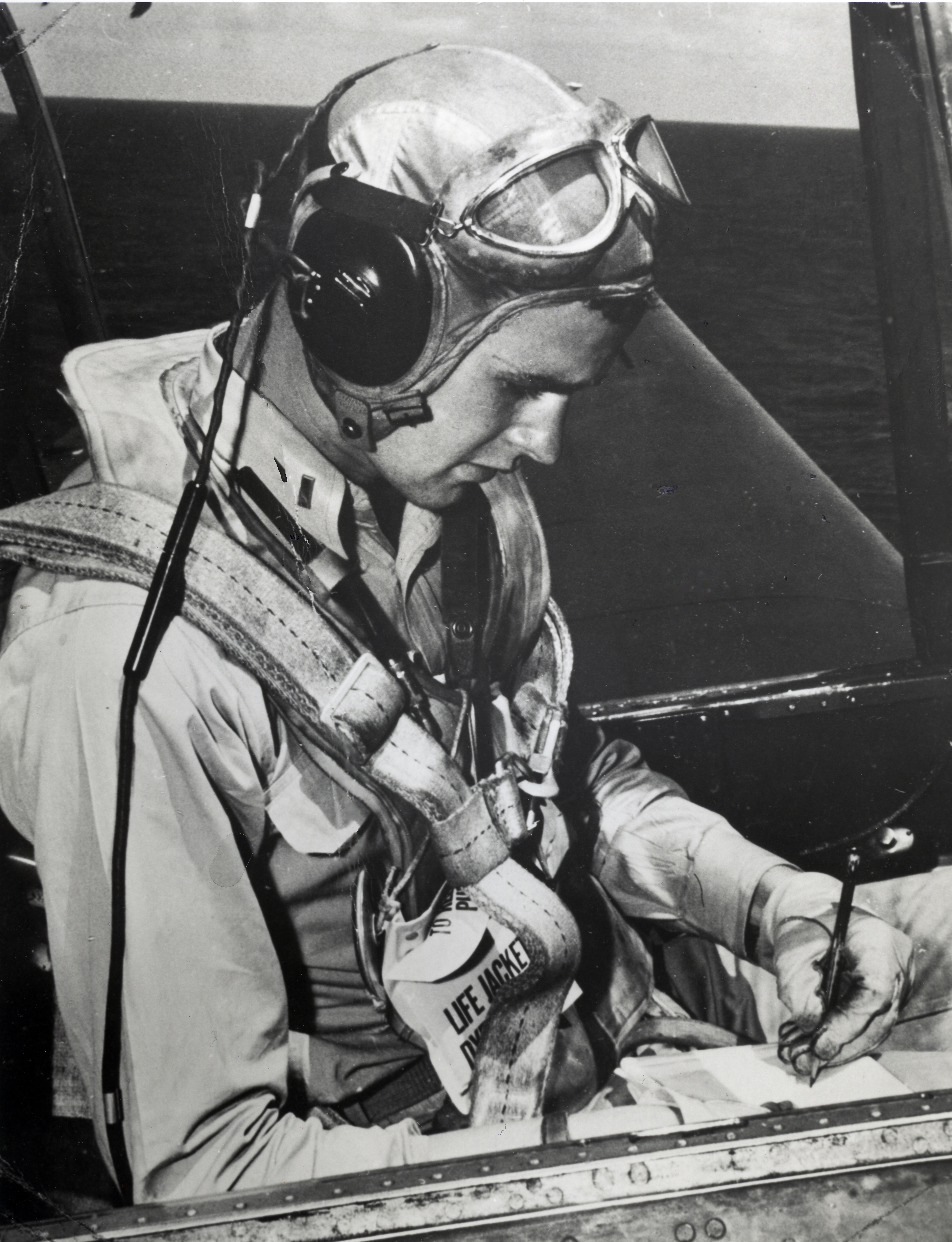
Джордж Буш-старший, будущий президент США, в кабине Эвенджера (1944 год)

24 августа 1942 года состоялась очередная крупная битва — за Восточные Соломоновы Острова. В ней приняли участие 24 «Эвенджера», базировавшихся на двух авианосцах (Саратога и Энтерпрайз). Они сумели потопить японский авианосец и сбить один пикирующий бомбардировщик. Семь самолётов было потеряно. Во время начального периода войны обнаружилась проблема, не связанная с самолётами: торпеды, использовавшиеся в ВМС США часто не взрывались даже при прямом попадании в цель.
Первая крупная победа была одержана в битве за Гуадалканал, когда «Эвенджеры» помогли потопить линейный крейсер Хиэй. В конце войны «Эвенджеры» потопили два «суперлинкора» Мусаси и Ямато.
Кроме надводных кораблей, на счету «Эвенджеров» уничтожение примерно тридцати подводных лодок. Они успешно использовались для противолодочной борьбы, как на тихоокеанском театре военных действий, так и на атлантическом, совершая полёты с эскортных авианосцев, охранявших морские конвои союзников.
Одним из пилотов «Эвенджеров» во время Второй мировой войны был будущий президент США Джордж Буш-старший, служивший в 51-й эскадрилье торпедоносцев (VT-51). 2 сентября 1944 года самолёт Буша был сбит над островом Титидзима; Буш был единственным членом экипажа, которому удалось спастись.

## Боевое применение

### Корейская война
Всего в ходе войны было безвозвратно утеряно (в том числе списано) девять самолетов.

## Лётные происшествия
- 5 декабря 1945 года — Вылет 19 — во время учебно-тренировочного полёта звена из пяти торпедоносцев-бомбардировщиков Grumman TBM-3 Avenger в районе Багамских островов Атлантического океана все самолёты были потеряны при невыясненных до сих пор обстоятельствах.

## Тактико-технические характеристики

Схема варианта TBF.

Приведенные характеристики соответствуют модификации TBM-3S.
Источник данных: DEPARTMENT OF THE NAVY -- NAVAL HISTORICAL CENTER 

Технические характеристики
- Экипаж: 3 человека
- Длина: 12,5 м
- Размах крыла: 16,51 м
- Высота: 4,75 м
- Площадь крыла: 45,52 м²
- Профиль крыла: NACA 23015-23009
- Средняя аэродинамическая хорда: 2,977 м
- Коэффициент удлинения крыла: 6,0
- База шасси: 6,515 м
- Колея шасси: 3,3 м
- Масса пустого: 5014 кг
- Нормальная взлётная масса: 7838 кг (с 1× торпедой Mk 34 и ПТБ)
- Максимальная взлётная масса: 7983 кг
- Масса топлива во внутренних баках: 912 кг (+ 408 кг в ПТБ)
- Объём топливных баков: 1268 л (+ 1× 568 л ПТБ под крылом)
- Силовая установка: 1 × радиальный Wright R-2600-20 Cyclone 14
- Мощность двигателей: 1 × 1900 л.с. (1 × 1397 кВт)
- Воздушный винт: трёхлопастной Hamilton Std. 6359-A12
- Диаметр винта: 3,962 м

Лётные характеристики
- Максимальная скорость: 380 км/ч (у земли)
  - на высоте 5000 м: 413 км/ч
- Крейсерская скорость: 230 км/ч
- Скорость сваливания: 127 км/ч (при нормальной взлётной массе)
- Боевой радиус: 463 км
  - с ПТБ: 713 км
- Практическая дальность: 1167 км
  - с ПТБ: 1787 км
- Практический потолок: 7803 м
- Скороподъёмность: 9,4 м/с (при нормальной взлётной массе)
- Нагрузка на крыло: 172,3 кг/м² (при нормальной взлётной массе)
- Тяговооружённость: 136,3 Вт/кг (при нормальной взлётной массе)

Вооружение
- Стрелково-пушечное: 2 × 12,7 мм пулемёта с 400 пат. в крыле, один 12,7 мм пулемёт в надфюзеляжной турели и  один 7,62 мм пулемёт в подфюзеляжной позиции;
- Неуправляемые ракеты: 8 × 127 мм HVAR под крылом

## Сравнительные характеристики
| Характеристики торпедоносцев начального этапа Второй мировой войны | Характеристики торпедоносцев начального этапа Второй мировой войны | Характеристики торпедоносцев начального этапа Второй мировой войны | Характеристики торпедоносцев начального этапа Второй мировой войны | Характеристики торпедоносцев начального этапа Второй мировой войны |
|                                                                    | TBD-1 «Девастейтор»                                                | TBF-1 «Эвенджер»                                                   | B5N2 «Кейт»                                                        | «Суордфиш» Mk.1                                                    |
| ------------------------------------------------------------------ | ------------------------------------------------------------------ | ------------------------------------------------------------------ | ------------------------------------------------------------------ | ------------------------------------------------------------------ |
| Изображение                                                        |                                                                    |                                                                    |                                                                    |                                                                    |
| Год принятия на вооружение                                         | 1938                                                               | 1942                                                               | 1939                                                               | 1936                                                               |
| Экипаж, человек                                                    | 3                                                                  | 3                                                                  | 3                                                                  | 3                                                                  |
| Длина, мм                                                          | 10 668                                                             | 12 192                                                             | 10 400                                                             | 11 000                                                             |
| Размах крыла, мм                                                   | 15 240                                                             | 16 510                                                             | 15 518                                                             | 13 900                                                             |
| Нормальный взлетный вес, кг                                        | 3803                                                               | 6199                                                               | 3800                                                               | 2132                                                               |
| Максимальный взлетный вес, кг                                      | 4624                                                               | 7214                                                               | 4300                                                               | 4196                                                               |
| Мощность двигателя, л. с.                                          | 900                                                                | 1700                                                               | 1000                                                               | 690                                                                |
| Максимальная скорость, км/ч                                        | 332                                                                | 436                                                                | 378                                                                | 224                                                                |
| Крейсерская скорость, км/ч                                         | 206                                                                | 233                                                                | 259                                                                | ?                                                                  |
| Дальность с торпедой, км                                           | 700                                                                | 1955                                                               | 1280                                                               | 1010                                                               |
| Курсовой пулемёт                                                   | 1 × 7,62-мм                                                        | 2 x 12,7-мм                                                        | —                                                                  | 1 × 7,69-мм                                                        |
| Оборонительное стрелковое вооружение                               | 1 × 7,62-мм                                                        | 1 × 12,7-мм 1 × 7,62-мм                                            | 1 × 7,62-мм                                                        | 1 × 7,69-мм                                                        |

## На вооружении
США
- авиация ВМС США
- авиация КМП США

 Великобритания

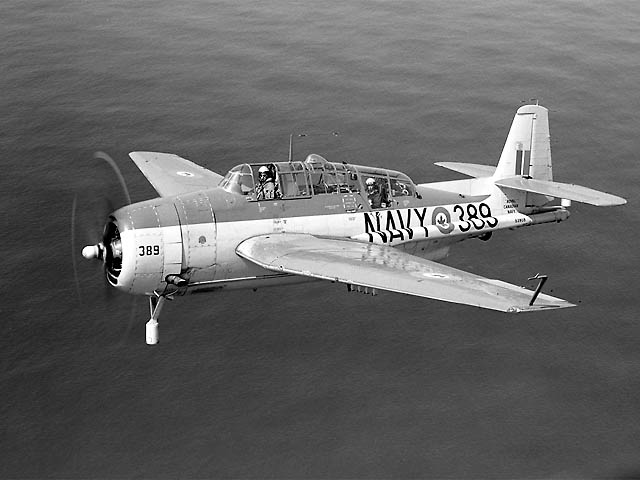
Канадский Эвенджер AS3M с длинным цилиндрическим детектором магнитных аномалий (ДМА) с левой стороны фюзеляжа

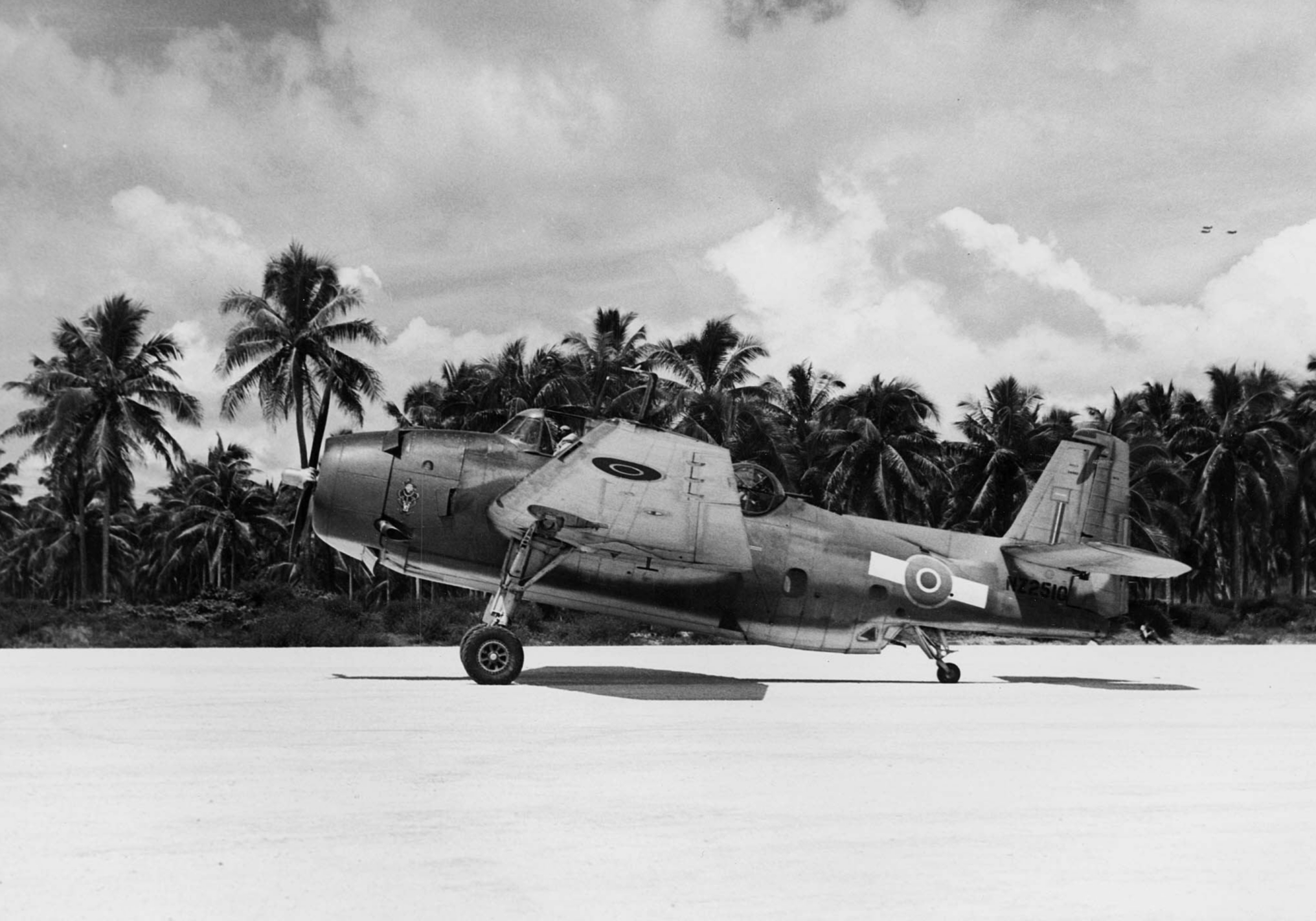
TBF-1C 30-й эскадрильи ВВС Новой Зеландии на острове Эспириту-Санто, 1944 год

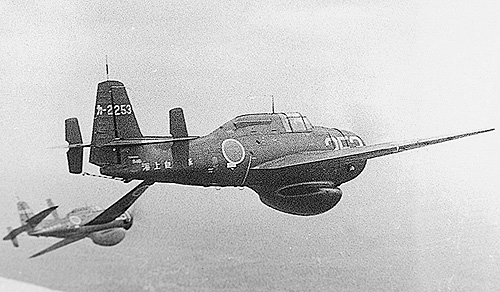
TBM-3W из состава японских Морских сил самообороны.

- Воздушные силы флота Великобритании: эскадрильи 820, 828, 832, 845, 846, 848, 849, 850, 851, 852, 853, 854, 855, 856, 857

 Канада
- авиация Королевского ВМФ Канады: вплоть до перехода в 1960 году на CS2F Tracker.

 Новая Зеландия
- Королевские ВВС Новой Зеландии: эскадрильи 30, 31, 41, 42
- Central Fighter Establishment

 Франция
- Авиация ВМС Франции: (1950-е гг)

 Нидерланды
- авиация Королевских ВМС Нидерландов (1950-е гг).

 Бразилия
- авиация ВМС Бразилии (1950-е гг): 3 самолёта применялись для обучения палубной команды авианосца Minas Gerais (A-11).

 Куба
- авиация ВМС Кубы (в 1955 техника включена в состав ВВС): в 1956 году получены 7 TBM-3S2; однако, уже к 1960 году они были списаны.

 Никарагуа
- ВВС Никарагуа

 Уругвай
- авиация ВМС Уругвая: 16 TBF Avenger (1949-63).

 Япония
- авиация Морских сил самообороны (1950-е — 1960-е гг.).